# Chris Bradford
Chris Bradford (Aylesbury, 23 juni 1974) is een Engels schrijver, muzikant en houdt zich bezig met Japanse vechtkunst. Hij is vooral bekend van zijn reeks Young Samurai, vertaald als De Jonge Samoerai.

## Biografie
Chris Bradford beoefent sinds zijn zevende oosterse vechtsporten, zoals shotokan, muay thai, aikido en tai-jutsu. Op dit moment beoefent hij ook Iaido en wado-ryu.
Voor hij fulltime schrijver werd, was hij professioneel songwriter en zanger. Hij heeft onder andere liedjes geschreven voor Iain Archer (Snow Patrol) en Graham Gouldman (10cc). Hij zong zelf met James Blunt. Hij heeft ook boeken geschreven over muziek. 
Op dit moment is hij schrijver. Zijn eerste leesboek is verschenen in 2008 als het eerste deel in de serie De Jonge Samoerai. Deze reeks is ondertussen afgerond en Bradford werkt aan een andere reeks.